# Cernay-l'Église
Pour les articles homonymes, voir Cernay.
Cernay-l'Église est une commune française située dans le département du Doubs, la région culturelle et historique de Franche-Comté et la région administrative Bourgogne-Franche-Comté.
Ses habitants sont appelés les Fourmis, un sobriquet comme en ont reçu, depuis des temps anciens, nombre d'habitants de communes du Doubs.

## Géographie

### Climat
Pour des articles plus généraux, voir Climat de la Bourgogne-Franche-Comté et Climat du Doubs.
En 2010, le climat de la commune est de type climat de montagne, selon une étude du Centre national de la recherche scientifique s'appuyant sur une série de données couvrant la période 1971-2000. En 2020, Météo-France publie une typologie des climats de la France métropolitaine dans laquelle la commune est exposée à un climat de montagne ou de marges de montagne et est dans la région climatique  Jura, caractérisée par une forte pluviométrie en toutes saisons (1 000 à 1 500 mm/an), des hivers rigoureux et un ensoleillement médiocre. 
Pour la période 1971-2000, la température annuelle moyenne est de 7,4 °C, avec une amplitude thermique annuelle de 16,6 °C. Le cumul annuel moyen de précipitations est de 1 325 mm, avec 12,8 jours de précipitations en janvier et 11,2 jours en juillet. Pour la période 1991-2020, la température moyenne annuelle observée sur la station météorologique de Météo-France la plus proche, « Maiche », sur la commune de Maîche à 2 km à vol d'oiseau, est de 7,7 °C et le cumul annuel moyen de précipitations est de 1 433,0 mm. 
La température maximale relevée sur cette station est de 34,9 °C, atteinte le 25 juillet 2019 ; la température minimale est de −26,8 °C, atteinte le 1er mars 2005,,. 
Les paramètres climatiques de la commune ont été estimés pour le milieu du siècle (2041-2070) selon différents scénarios d'émission de gaz à effet de serre à partir des nouvelles projections climatiques de référence DRIAS-2020. Ils sont consultables sur un site dédié publié par Météo-France en novembre 2022.

## Urbanisme

### Typologie
Au 1er janvier 2024, Cernay-l'Église est catégorisée commune rurale à habitat dispersé, selon la nouvelle grille communale de densité à 7 niveaux définie par l'Insee en 2022.
Elle est située hors unité urbaine. Par ailleurs la commune fait partie de l'aire d'attraction de Maîche, dont elle est une commune de la couronne,. Cette aire, qui regroupe 23 communes, est catégorisée dans les aires de moins de 50 000 habitants,.

### Occupation des sols
L'occupation des sols de la commune, telle qu'elle ressort de la base de données européenne d’occupation biophysique des sols Corine Land Cover (CLC), est marquée par l'importance des territoires agricoles (66,5 % en 2018), en diminution par rapport à 1990 (70,3 %). La répartition détaillée en 2018 est la suivante : 
prairies (62,2 %), forêts (28,8 %), zones urbanisées (4,8 %), zones agricoles hétérogènes (4,3 %). L'évolution de l’occupation des sols de la commune et de ses infrastructures peut être observée sur les différentes représentations cartographiques du territoire : la carte de Cassini (XVIIIe siècle), la carte d'état-major (1820-1866) et les cartes ou photos aériennes de l'IGN pour la période actuelle (1950 à aujourd'hui).

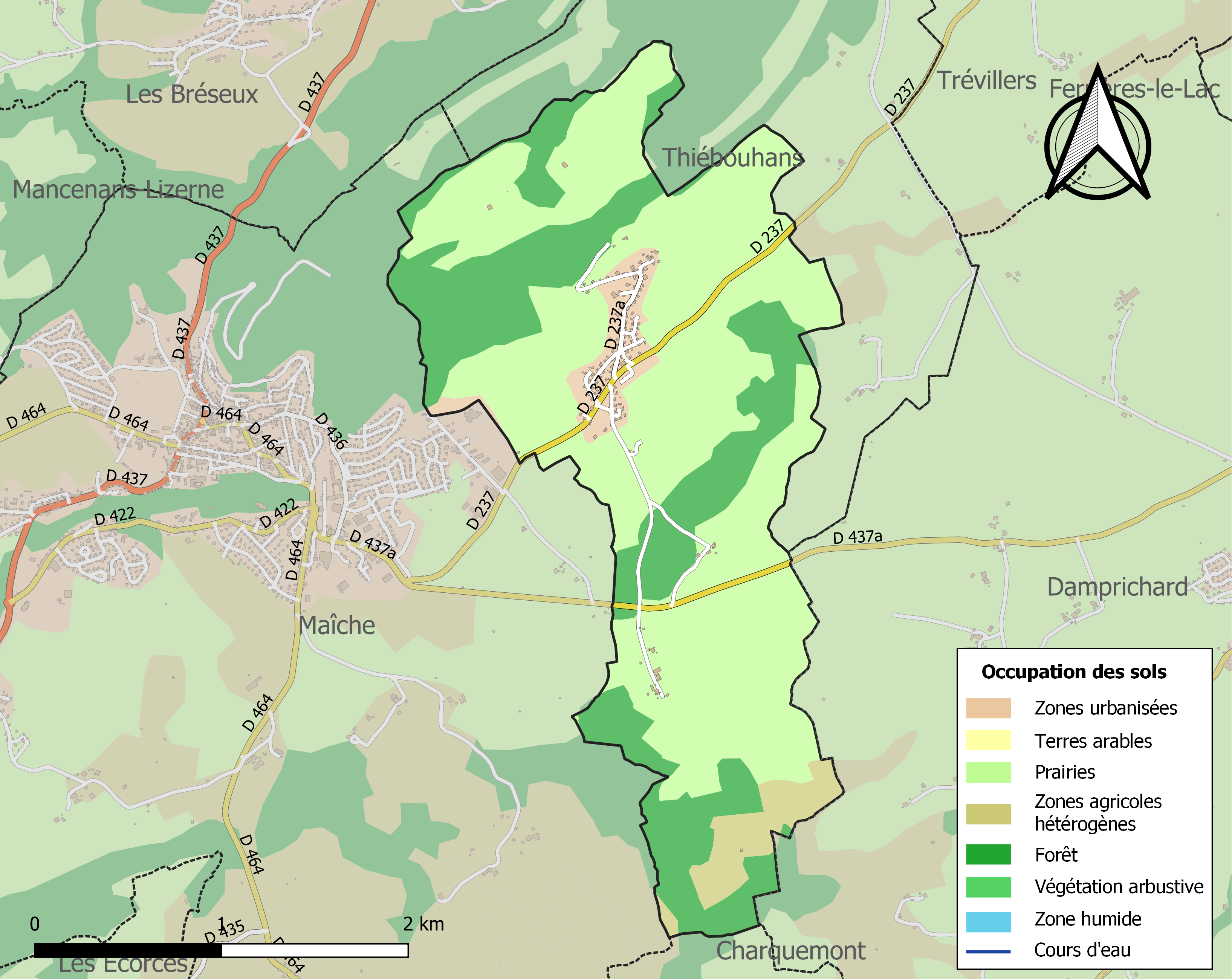
Carte des infrastructures et de l'occupation des sols de la commune en 2018 (CLC).

## Toponymie
Cernay en 1285, 1434 ; Cernay-les-Maîches en 1531 ; Cernay-l'Église par décret du 22 février 1923.

## Politique et administration
| Période                                  | Période                     | Identité                                     | Étiquette | Qualité  |
| ---------------------------------------- | --------------------------- | -------------------------------------------- | --------- | -------- |
| avant 1988                               | ?                           | André Renaud                                 |           |          |
| 1995                                     |                             | Denis Prétot                                 |           |          |
| mars 2001                                | 2014                        | Michel Tissot                                |           |          |
| mars 2014                                | En cours (au 1er juin 2020) | Gérard Gentit Réélu pour le mandat 2020-2026 | SE        | Retraité |
| Les données manquantes sont à compléter. |                             |                                              |           |          |

## Démographie
L'évolution du nombre d'habitants est connue à travers les recensements de la population effectués dans la commune depuis 1793. Pour les communes de moins de 10 000 habitants, une enquête de recensement portant sur toute la population est réalisée tous les cinq ans, les populations de référence des années intermédiaires étant quant à elles estimées par interpolation ou extrapolation. Pour la commune, le premier recensement exhaustif entrant dans le cadre du nouveau dispositif a été réalisé en 2006.

En 2022, la commune comptait 318 habitants, en évolution de +4,95 % par rapport à 2016 (Doubs : +1,88 %, France hors Mayotte : +2,11 %).
| 1793 | 1800 | 1806 | 1821 | 1831 | 1836 | 1841 | 1846 | 1851 |
| ---- | ---- | ---- | ---- | ---- | ---- | ---- | ---- | ---- |
| 378  | 407  | 415  | 424  | 172  | 185  | 175  | 201  | 172  |

| 1856 | 1861 | 1866 | 1872 | 1876 | 1881 | 1886 | 1891 | 1896 |
| ---- | ---- | ---- | ---- | ---- | ---- | ---- | ---- | ---- |
| 169  | 183  | 184  | 151  | 153  | 157  | 178  | 141  | 127  |

| 1901 | 1906 | 1911 | 1921 | 1926 | 1931 | 1936 | 1946 | 1954 |
| ---- | ---- | ---- | ---- | ---- | ---- | ---- | ---- | ---- |
| 118  | 133  | 143  | 124  | 129  | 128  | 118  | 119  | 128  |

| 1962 | 1968 | 1975 | 1982 | 1990 | 1999 | 2006 | 2011 | 2016 |
| ---- | ---- | ---- | ---- | ---- | ---- | ---- | ---- | ---- |
| 109  | 117  | 154  | 225  | 232  | 258  | 259  | 282  | 303  |

| 2021 | 2022 | - | - | - | - | - | - | - |
| ---- | ---- | - | - | - | - | - | - | - |
| 315  | 318  | - | - | - | - | - | - | - |

## Lieux et monuments
- L'église Saint-Antoine (XVe siècle) conserve un important retable Renaissance ainsi que de nombreuses statues classées monuments historiques. Située dans le diocèse de Besançon, elle est desservie par l'unité pastorale de Maîche. Le curé est le père Bruno Doucet.

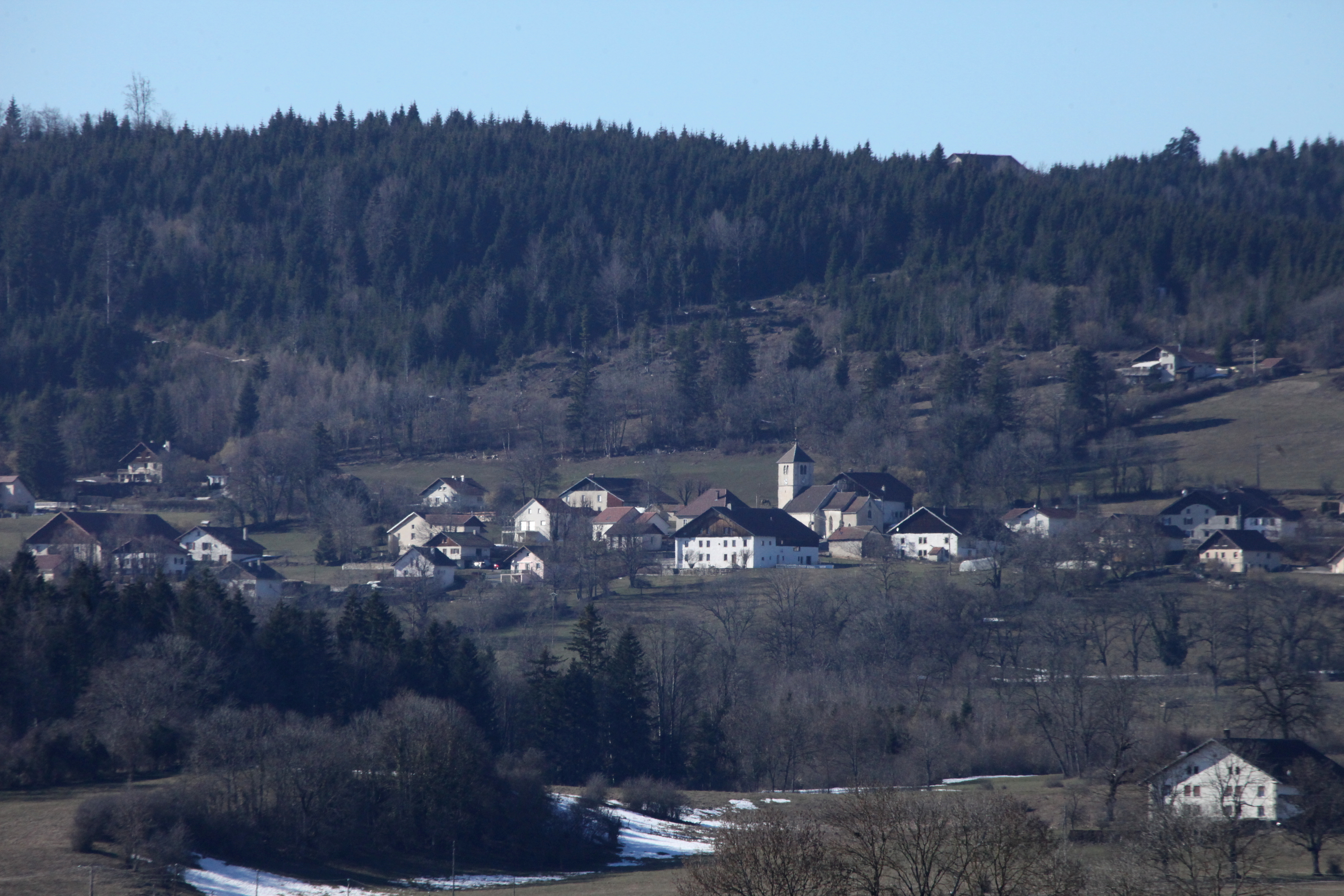
Vue générale.
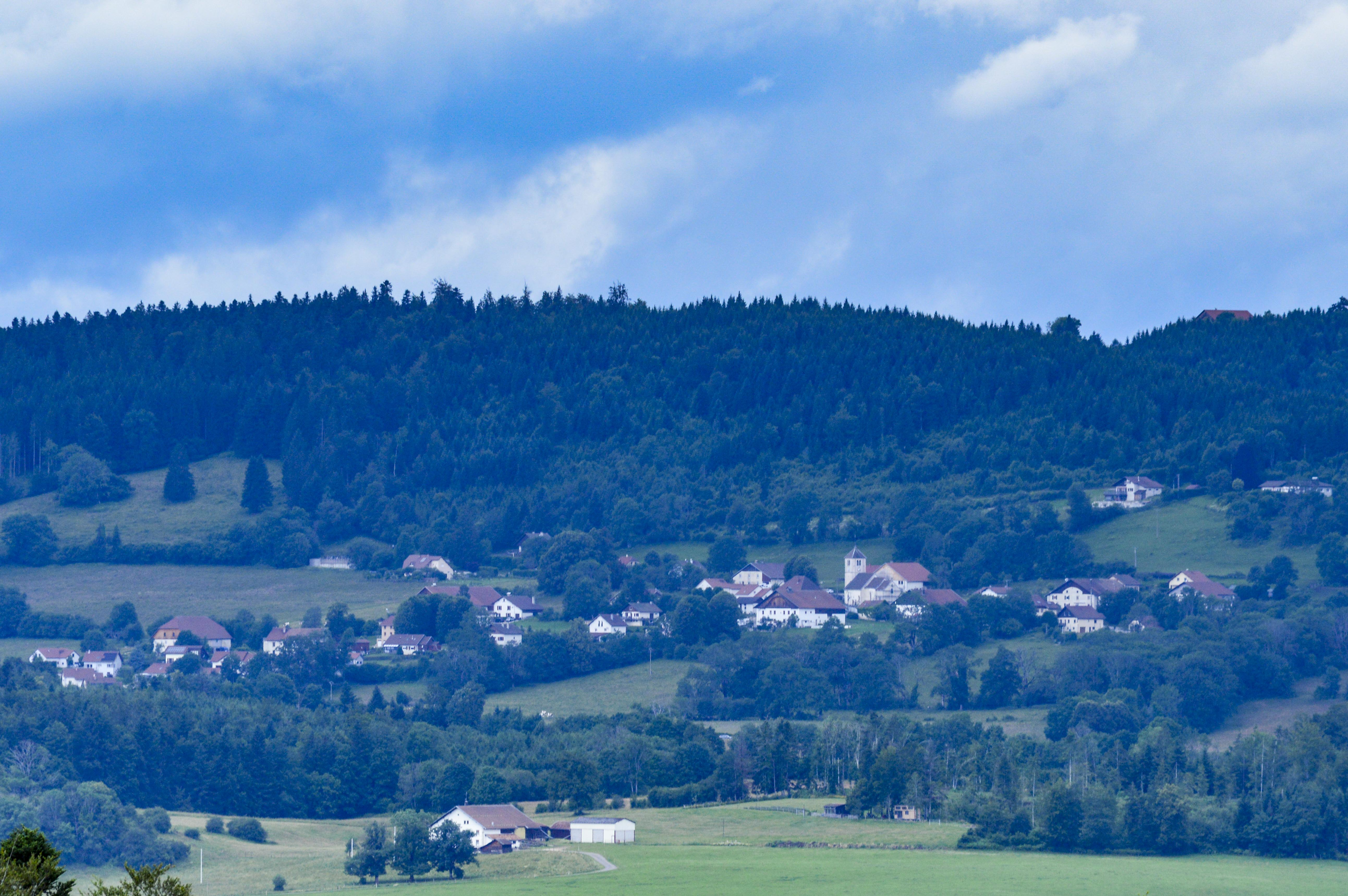
Vue générale.
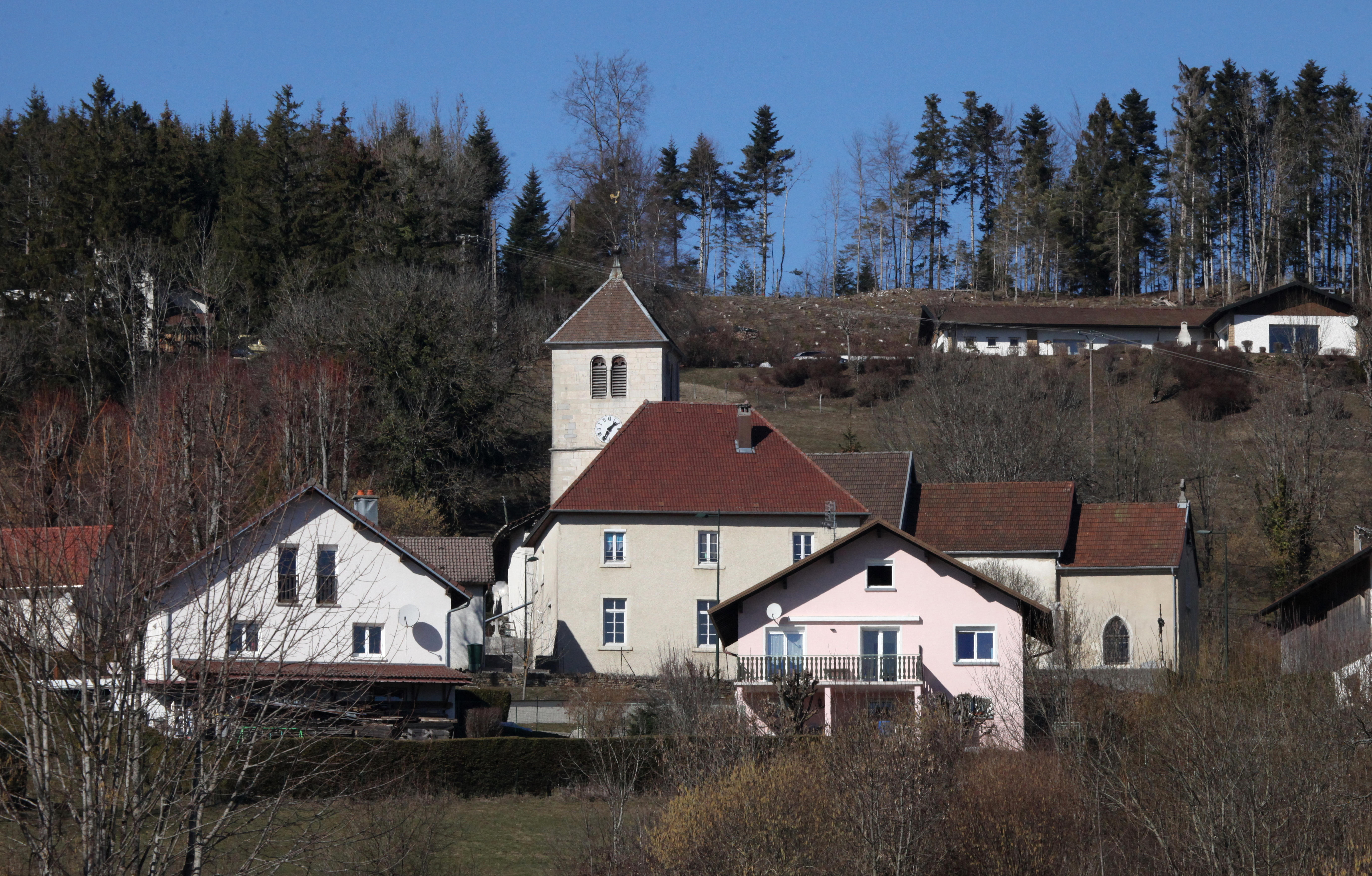
Vue du centre.
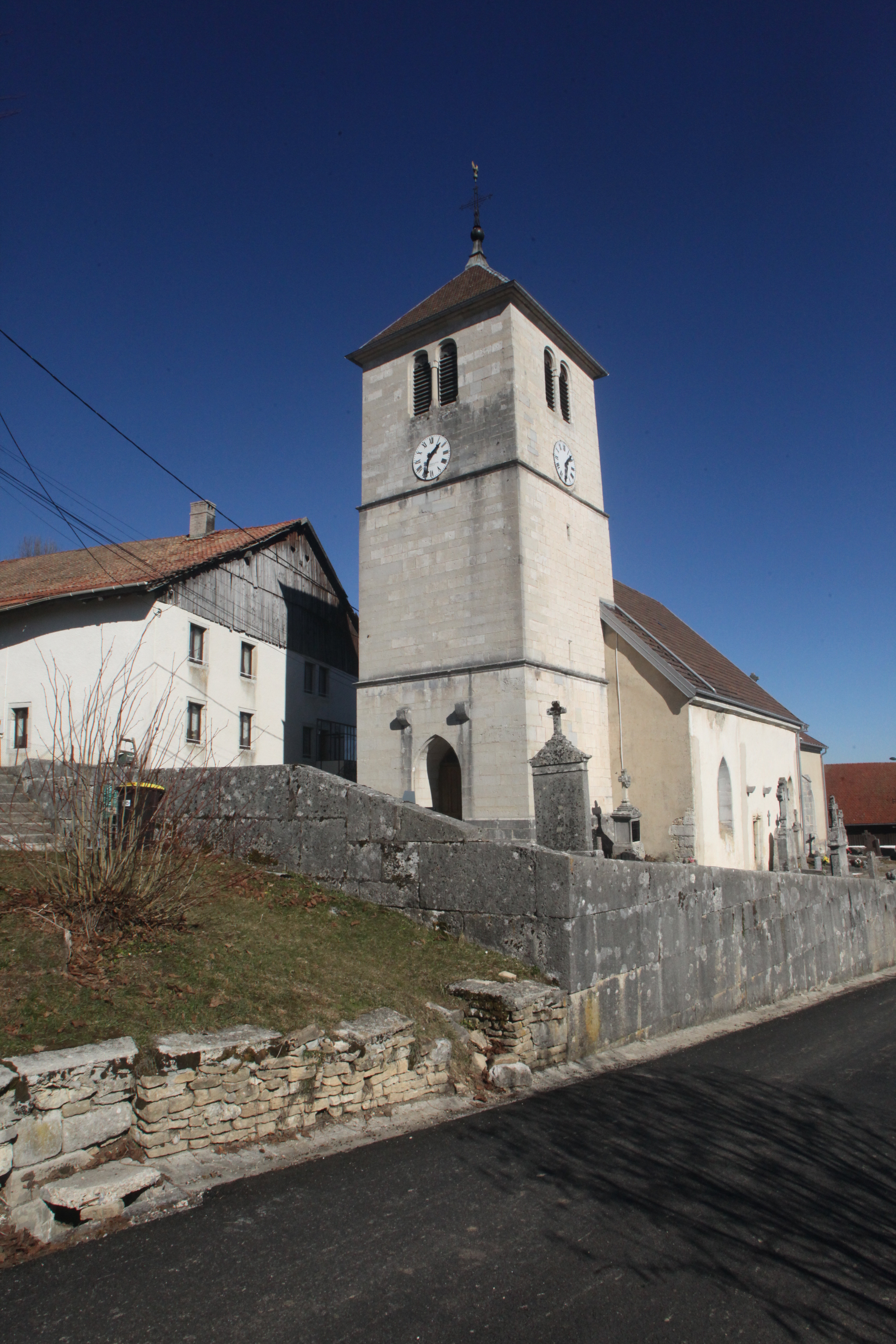
Eglise Saint-Antoine.
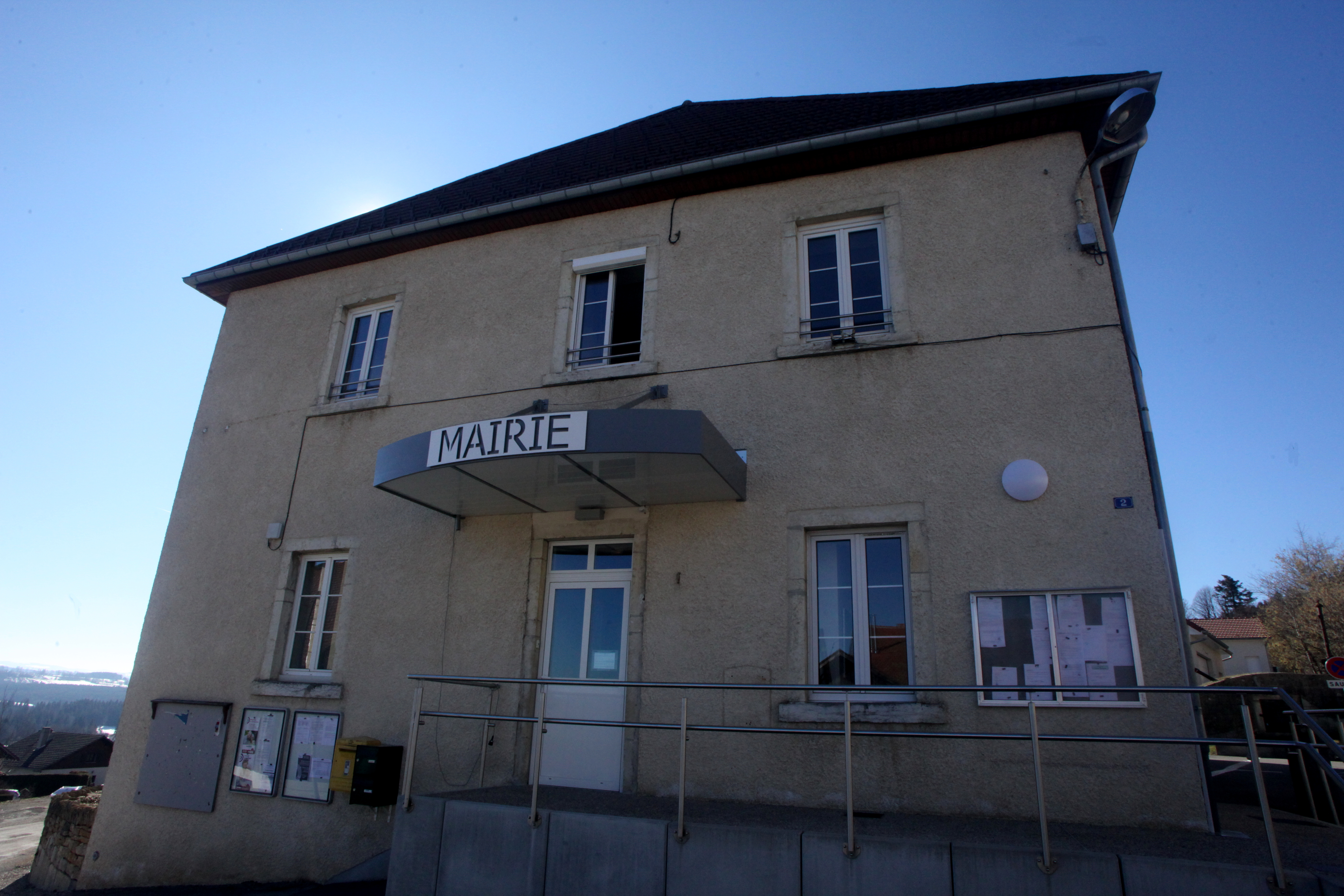
Mairie.
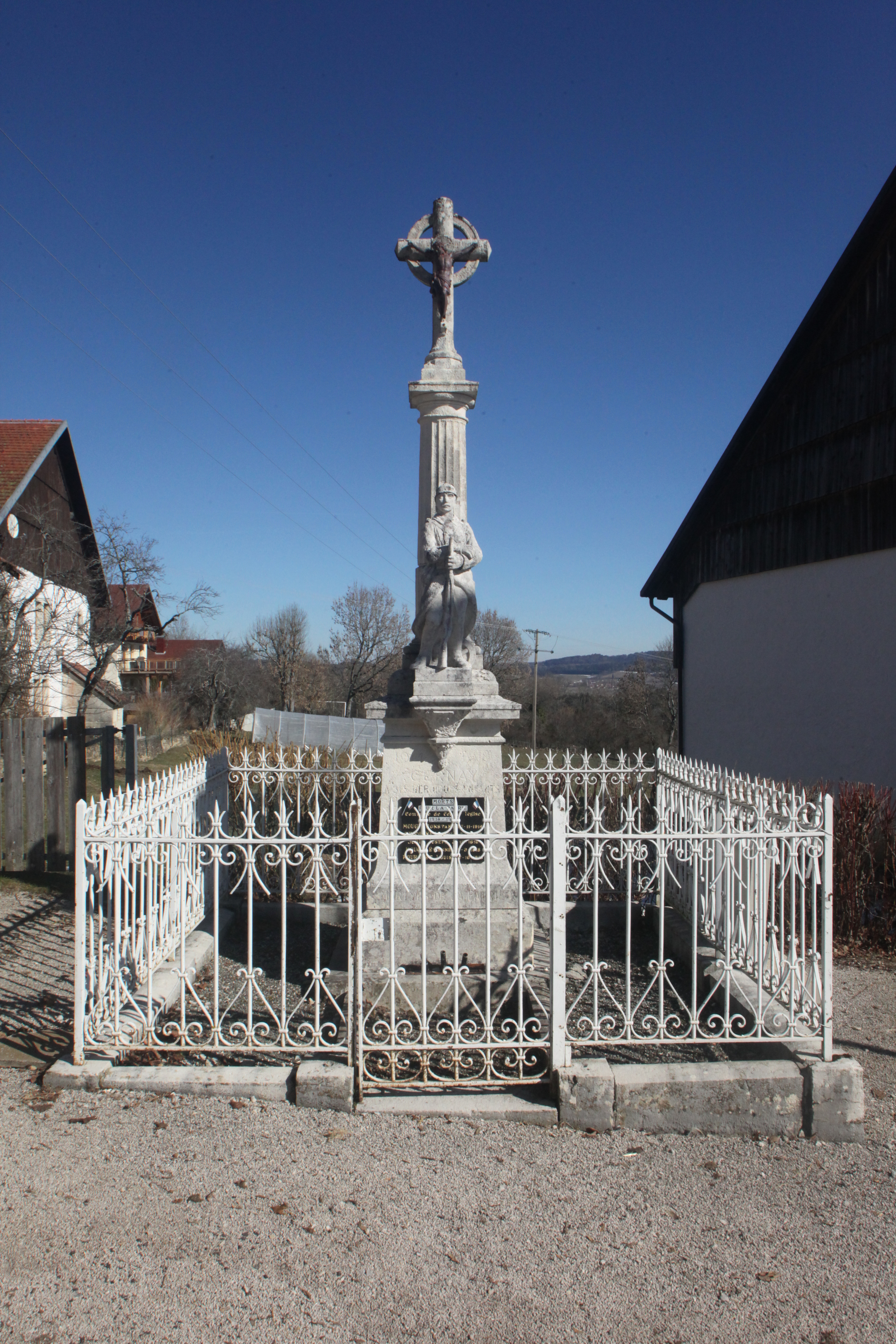
Monument aux morts.

## Personnalités liées à la commune
Originaire de la paroisse de Cernay (qui s'appelait alors Cernay-lèz-Maîche), la famille Bouhélier (ou Bouhêlier) fournit de nombreux guerriers au service des comtes de Bourgogne. Les plus connus, Jean-Ferdinand et Alexandre, deux frères qui étaient respectivement capitaine et capitaine-lieutenant dans les armées impériales, contribuèrent à la capture du roi François Ier à la bataille de Pavie (1525), haut fait pour lequel ils furent anoblis le 15 août 1533 par l'empereur Charles Quint,.